# Jan van Teeffelen (architect)
Johannes Franciscus (Jan) van Teeffelen (Rotterdam, 7 augustus 1877-Schiebroek, 26 november 1935) was een Nederlands architect. Hij was lid van het Branchevereniging Nederlandse Architectenbureaus (BNA).

## Familie
Jan van Teeffelen is geboren als het jongste kind van 7 in het gezin van maker van zeefwerktuigen (zeeftenmaker) Franciscus Antonius van Teeffelen (1834-1900) en van Johanna Dorothea Cloots (1836-1915). Zijn oudste broer Franciscus Antonius van Teeffelen was eveneens architect. Jan van Teeffelen trouwde in Rotterdam op 18 juni 1903 met Hendrika Clasina Hageraats (1881-1966) en had 3 kinderen met haar.
Van Teeffelen werd onwel tijdens een werkwandeling vanuit zijn woning aan Kastanjesingel te Schiebroek. In Leuvehaven had hij nog de tegenwoordigheid van geest een smederij binnen te lopen. Een ambulance bracht hem naar het Sint-Franciscus alwaar hij overleed. Hij werd onder grote publieke belangstelling onder andere met collegae B.Th Kraayvanger en W.J. Klaphaak, begraven op RK Begraafplaats Crooswijk.

## Loopbaan
Van Teeffelen studeerde aan een ambachtsschool en de Academie van Beeldende Kunsten en Technische Wetenschappen in Rotterdam. Zijn loopbaan begon hij als bouwkundig tekenaar bij de architect Piet Buskens (1872-1939).
Van Teeffelen is vooral bekend geworden door het ontwerp van het Villapark Wagner aan de Vijverlaan in de Rotterdamse wijk Kralingen en ook onder andere gebouwen aan de Hoogstraat in Rotterdam. Hij ontwierp voorts winkel- en bedrijfsgebouwen als ook een huishoudschool (Bloklandstraat).
Van Teeffelen was voorts lid van het kerkbestuur van de Parochie Het Heilige Hart aan de Van Oldebarneveltstraat, van de parochie Sint Liduina te Hillegersberg, lid van de RK Reclasseringsvereniging, docent aan de vaktekenschool Sint Jozefgezellenvereeniging, lid van Sint Bernulphusvereniging en de RK Bond voor Grote Gezinnen (betere huisvesting). Hij liet niet alleen gebouwen neerzetten, maar beschermde ze ook; hij was in 1915 tot 1917 brandmeester bij de Vrijwillige brandweer. Hij werd in 1929 onderscheiden met het erekruis Pro Ecclesia et Pontifice.

## Enkele werken
- 1905 Vijverlaan (Villapark Wagner)
- 1909 Straatweg (Villapark Straatweg)
- 1919 Straatweg 2 (notarishuis)
- 1919 Straatweg 7 (Huize Suzanna en Adriana)
- 1920 Straatweg 162-164 (dubbele villa)
- 1924 Burgemeester Le Fèvre de Montignylaan (Sint-Liduinakerk met de pastorie)
- 1925 Burgemeester Le Fèvre de Montignylaan (Sint-Liduina lagere school, de bewaarschool en het verenigingsgebouw)
- 1932-1934 Museumpark 7, Woonhuis Merkes, van 1934 tot 1959 in gebruik van het Natuurhistorisch Museum Rotterdam
- 1932 Gerardus Majellaschool in Schiebroek
- 1934 Eikenlaan 149-199
- gebouwen te Scheveningen, Tilburg[2] en Bergen op Zoom

### Villapark Wagner
Voor de ondernemer in koek- en suikerwaren Johannes Eckhardt Dulfer ontwierp hij in 1905 aan de Vijverlaan het Villapark Wagner in de tuinen van het Park Honingen. De Villa Nuova was door zijn opdrachtgever naar diens held de Duitse componist Richard Wagner omgedoopt in Villa Wagner. In de uitgestrekte tuin rond een uitloper van de vijver ontwierp hij tien dubbele herenhuizen, die vernoemd werden naar Wagner-opera's en figuren daaruit: Tannhäuser, Lohengrin, Wotan, Walküre, Rheingold, Siegfried, Parsifal, Tristan, Isolde en Rienzi. 
De namen staan in gouden art-nouveau-letters onder de dakrand op de witgepleisterde gevels.

## Afbeeldingen

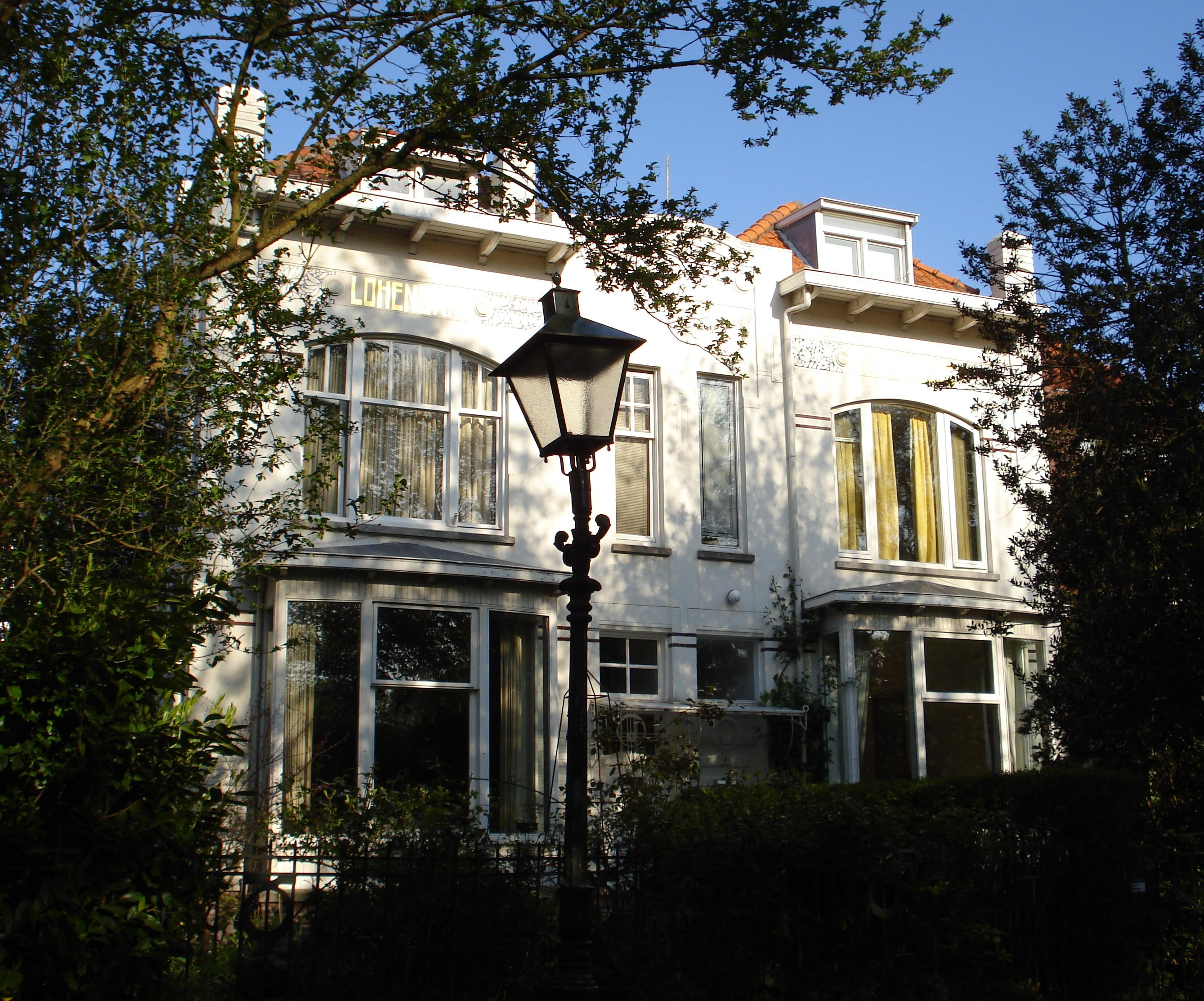
Villa Tannhauser en Lohengrin
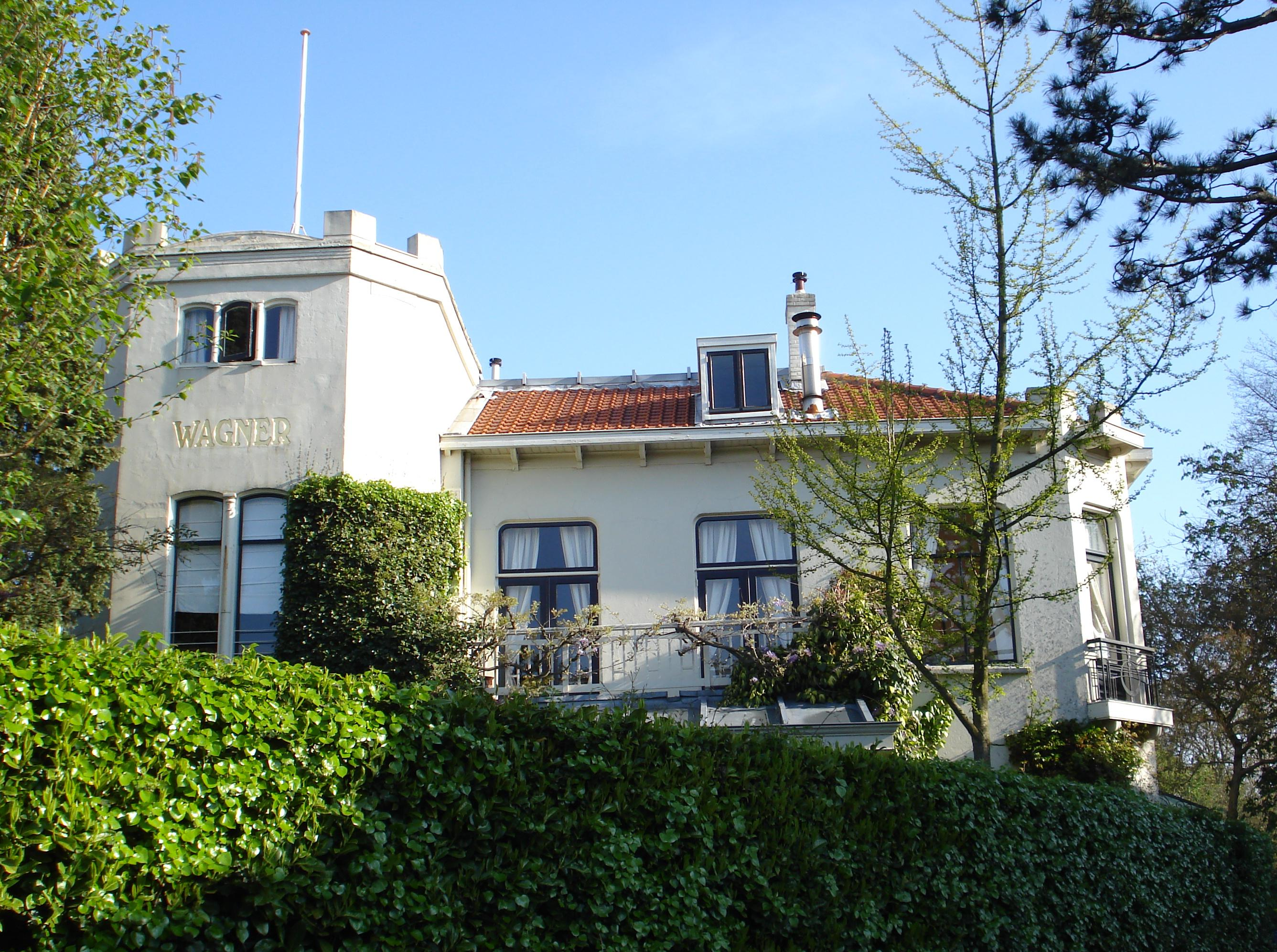
Villa Wagner
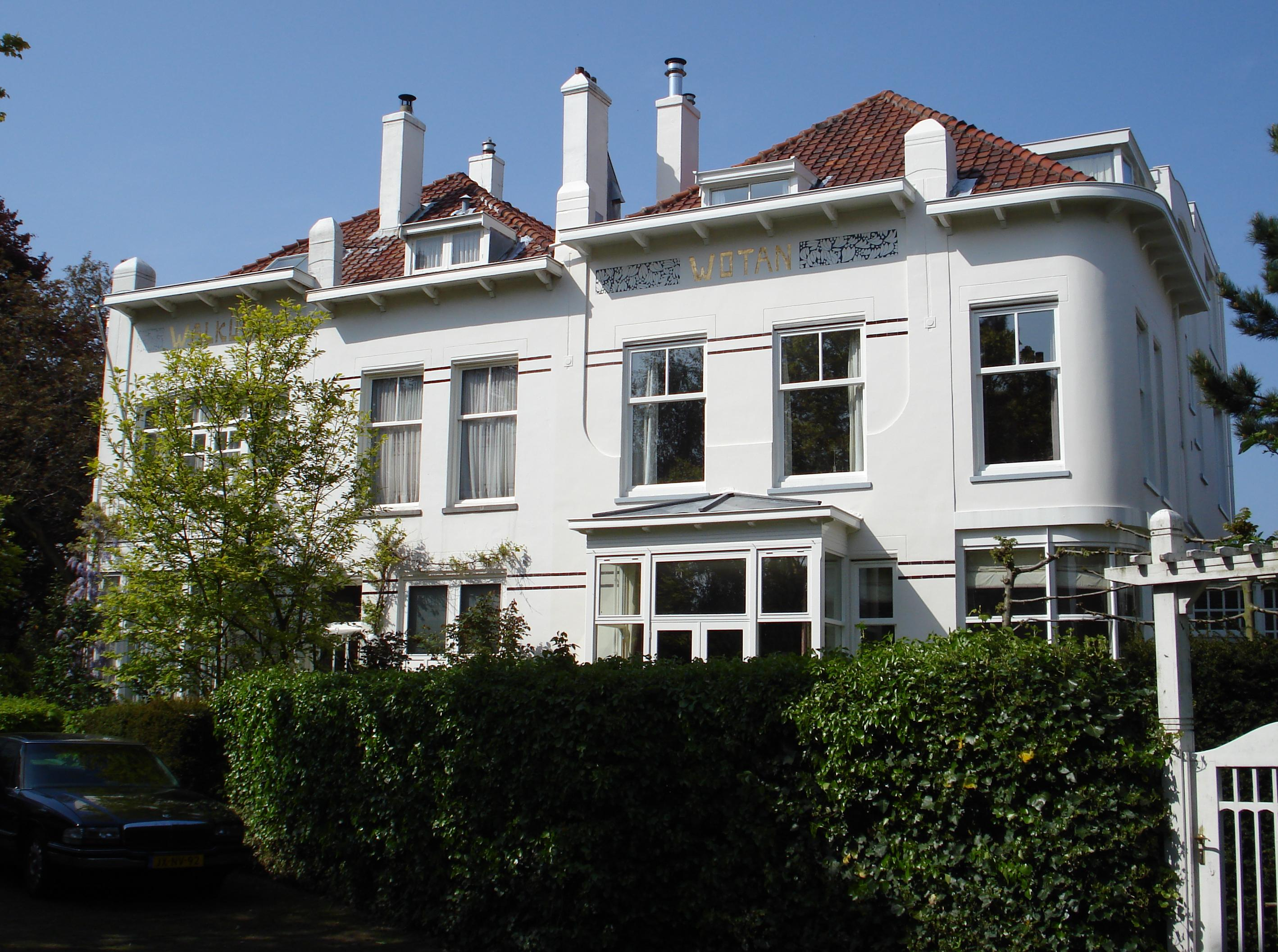
Villa Wotan en Walkure
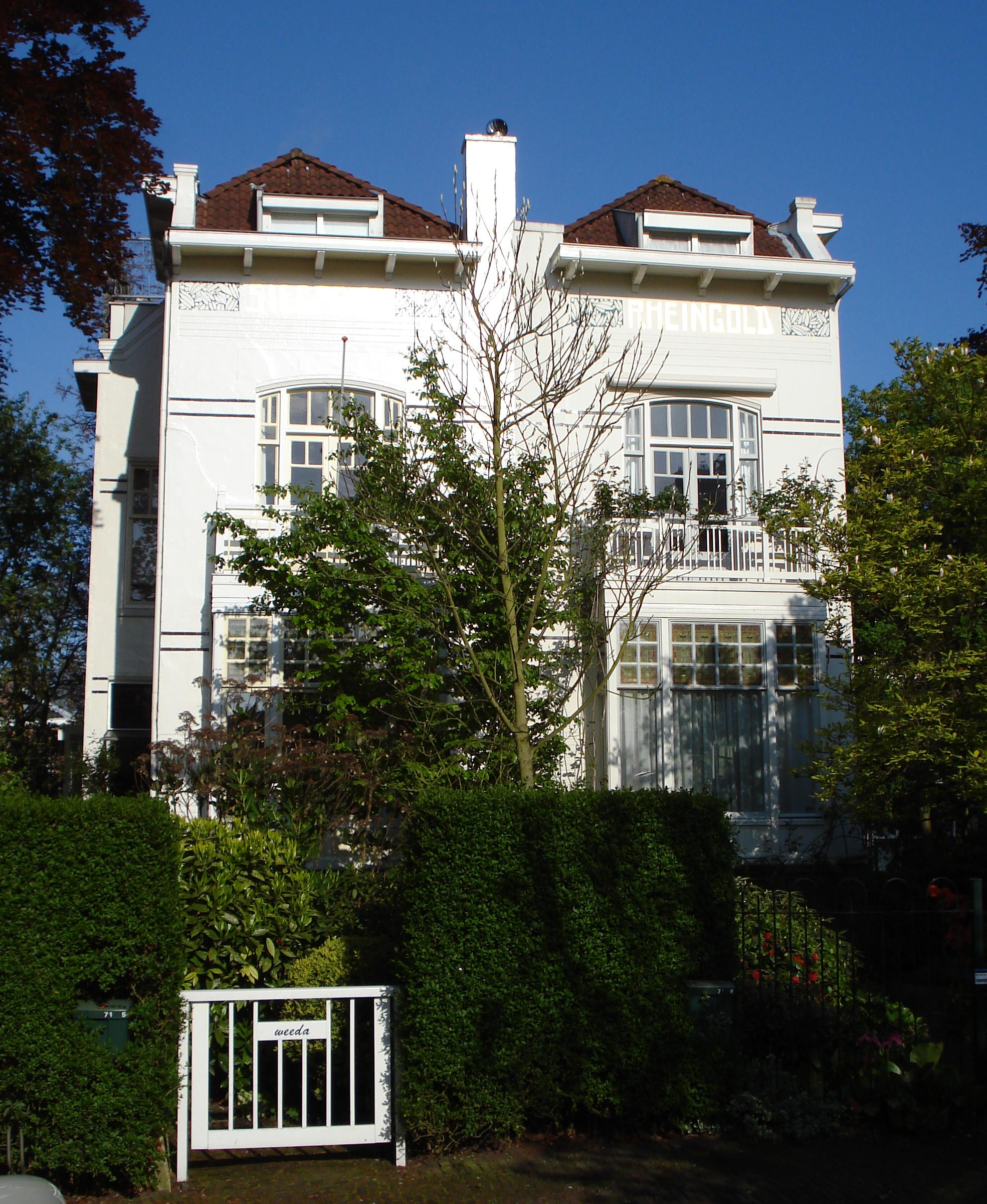
Villa Rheingold en Siegfried
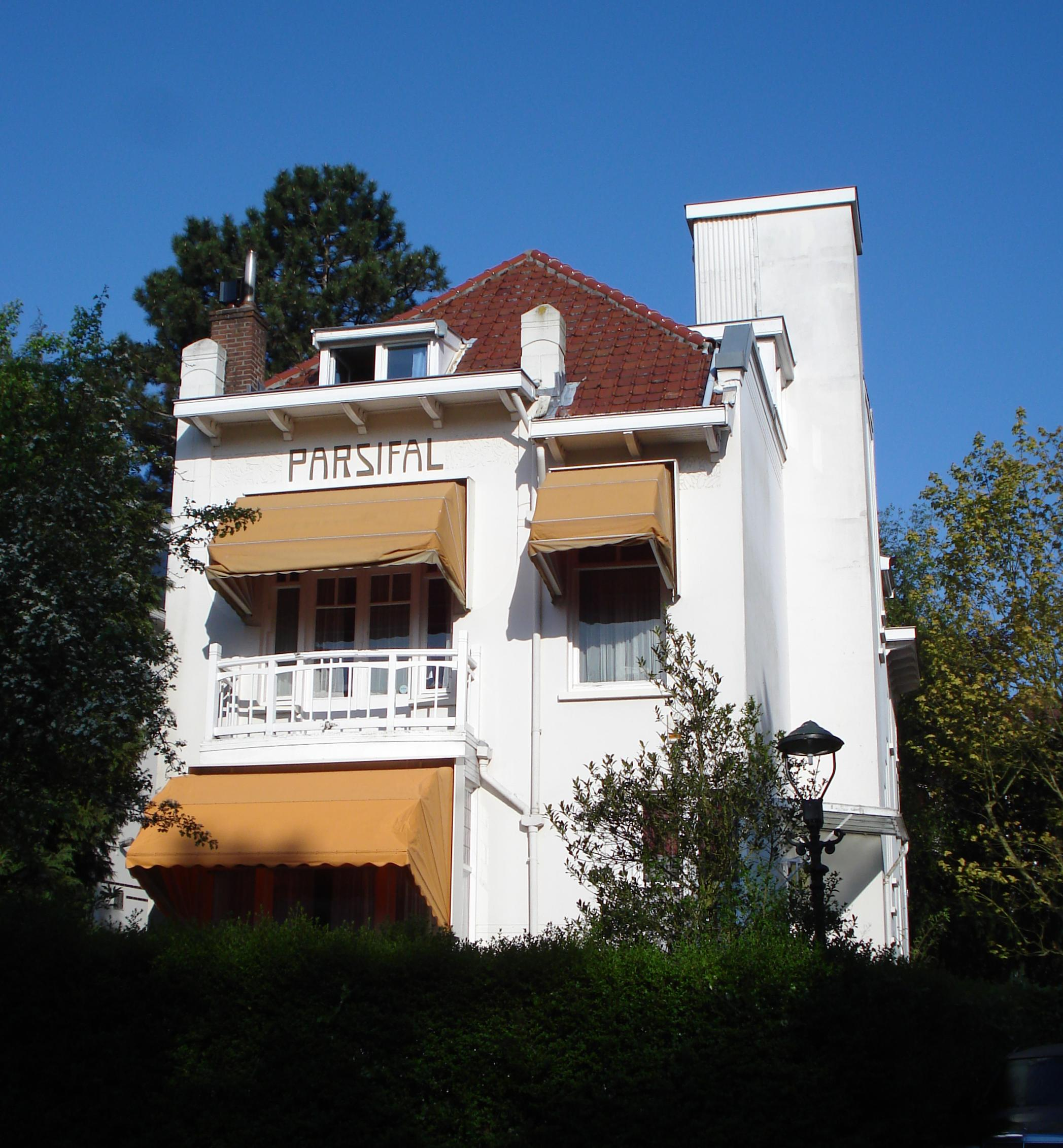
Villa Parsifal
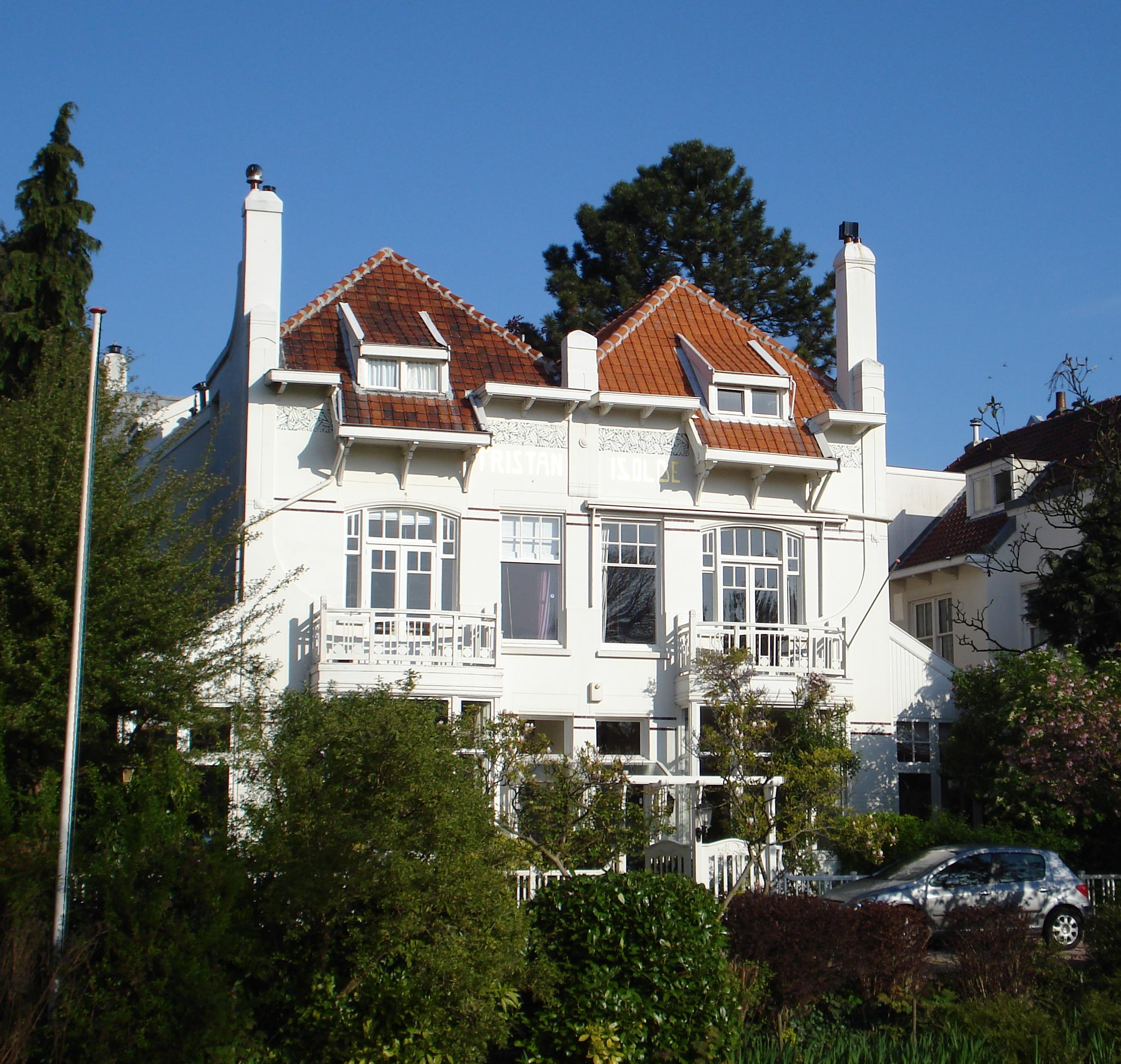
Villa Tristan en Isolde
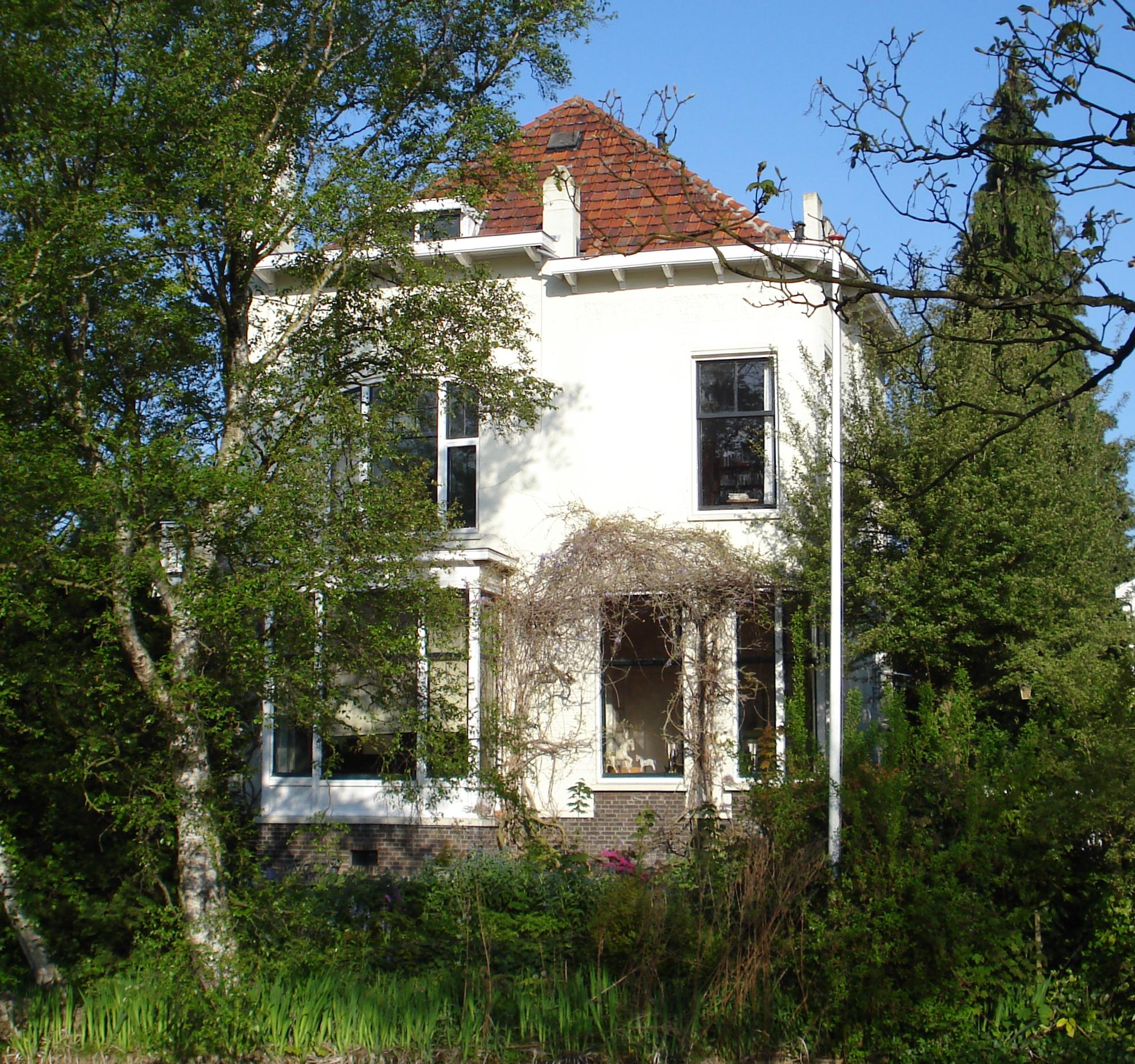
Villa Rienzi
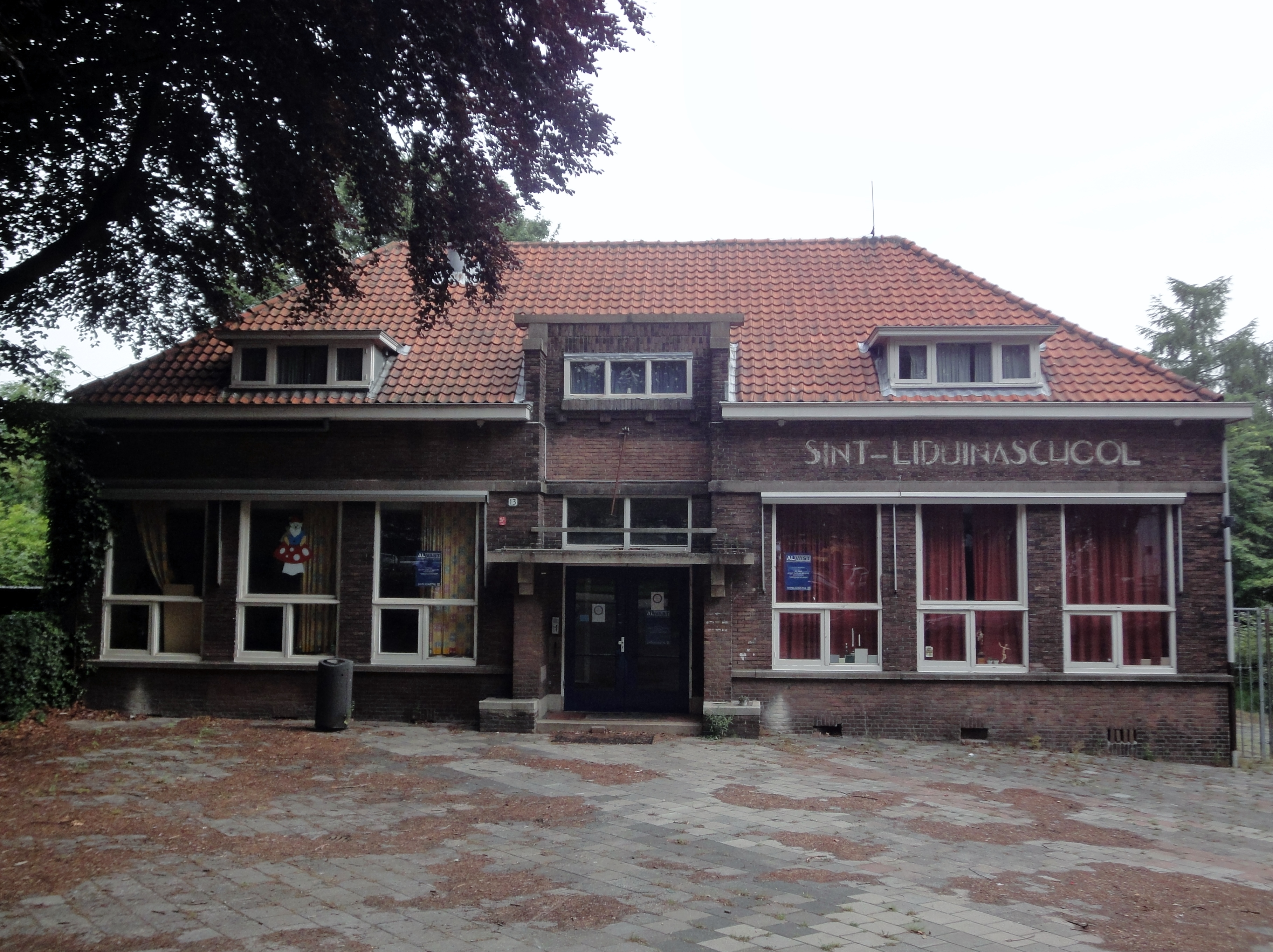
Liduina school
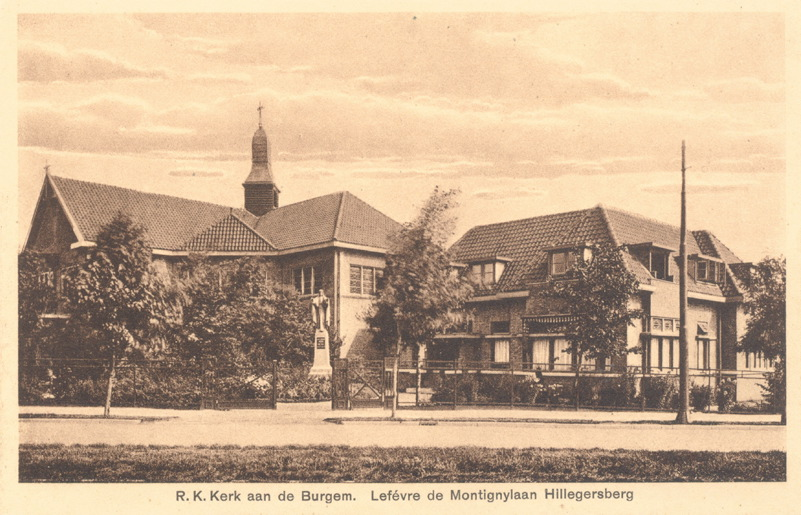
Sint-Liduinakerk uit 1925 gesloopt rond 1955
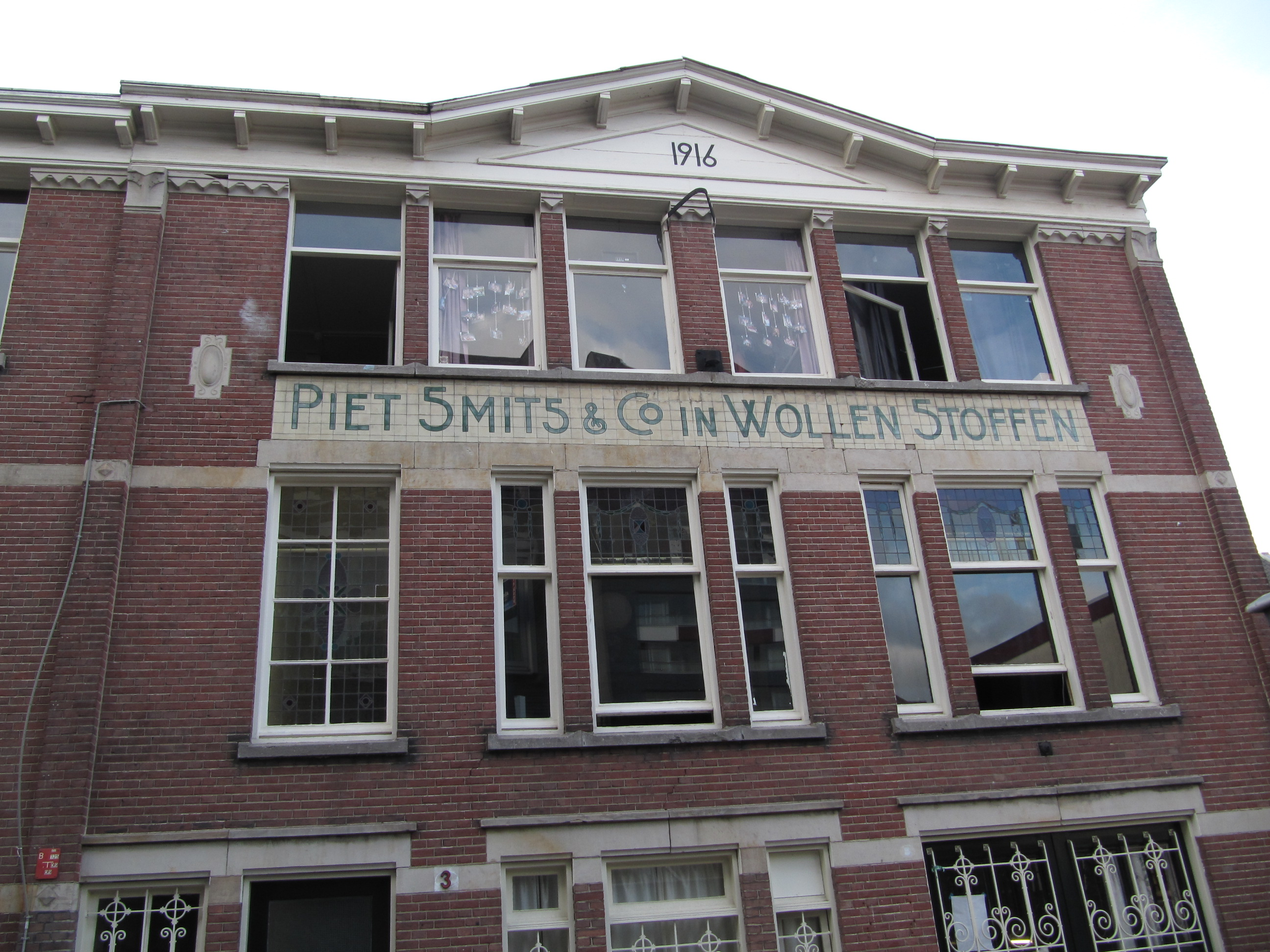
pakhuis annex magazijn en kantoor in Tilburg Piet Smits en Co in Wollenstoffen
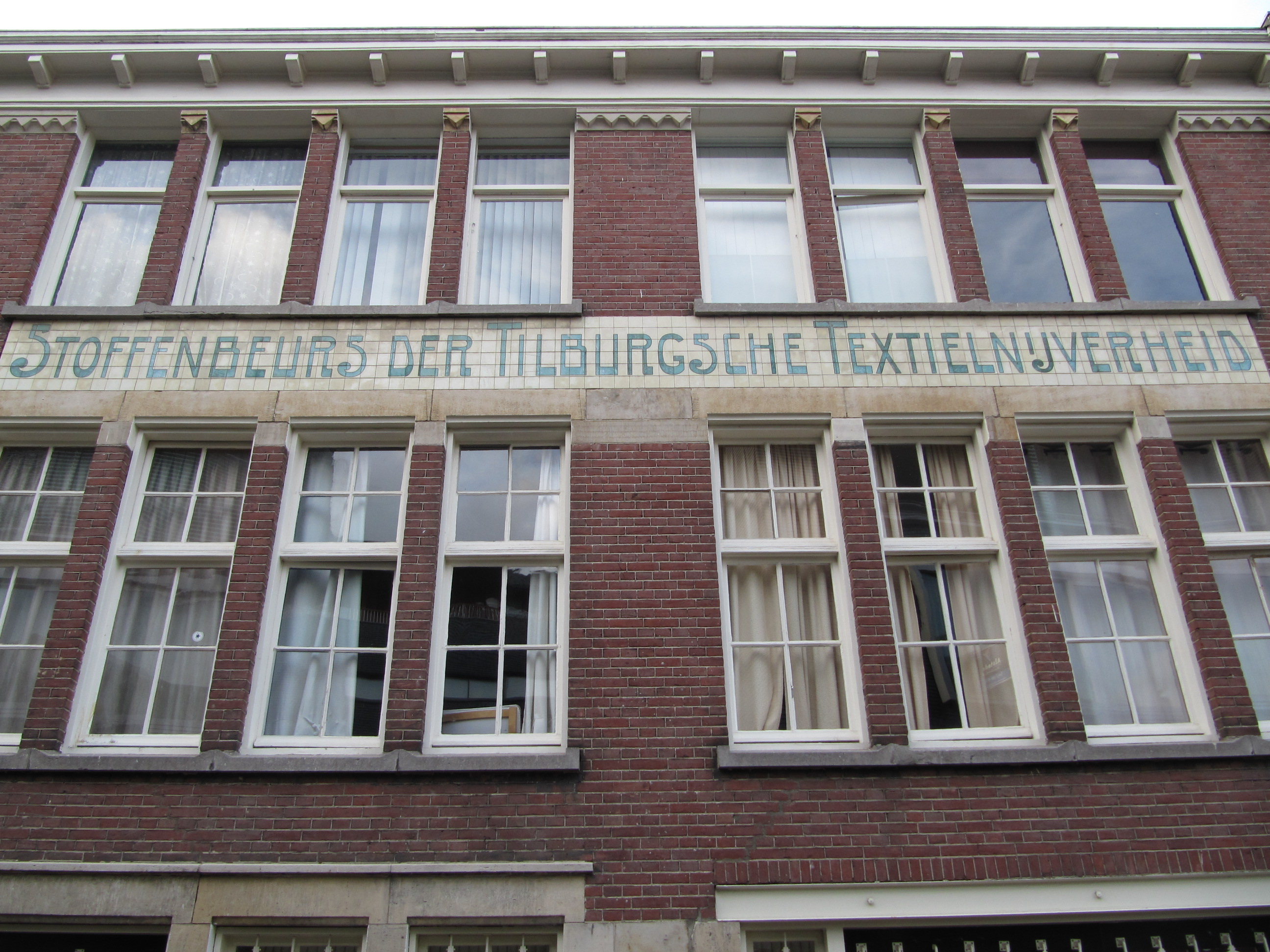
pakhuis annex magazijn en kantoor in Tilburg IJzerstraat 3
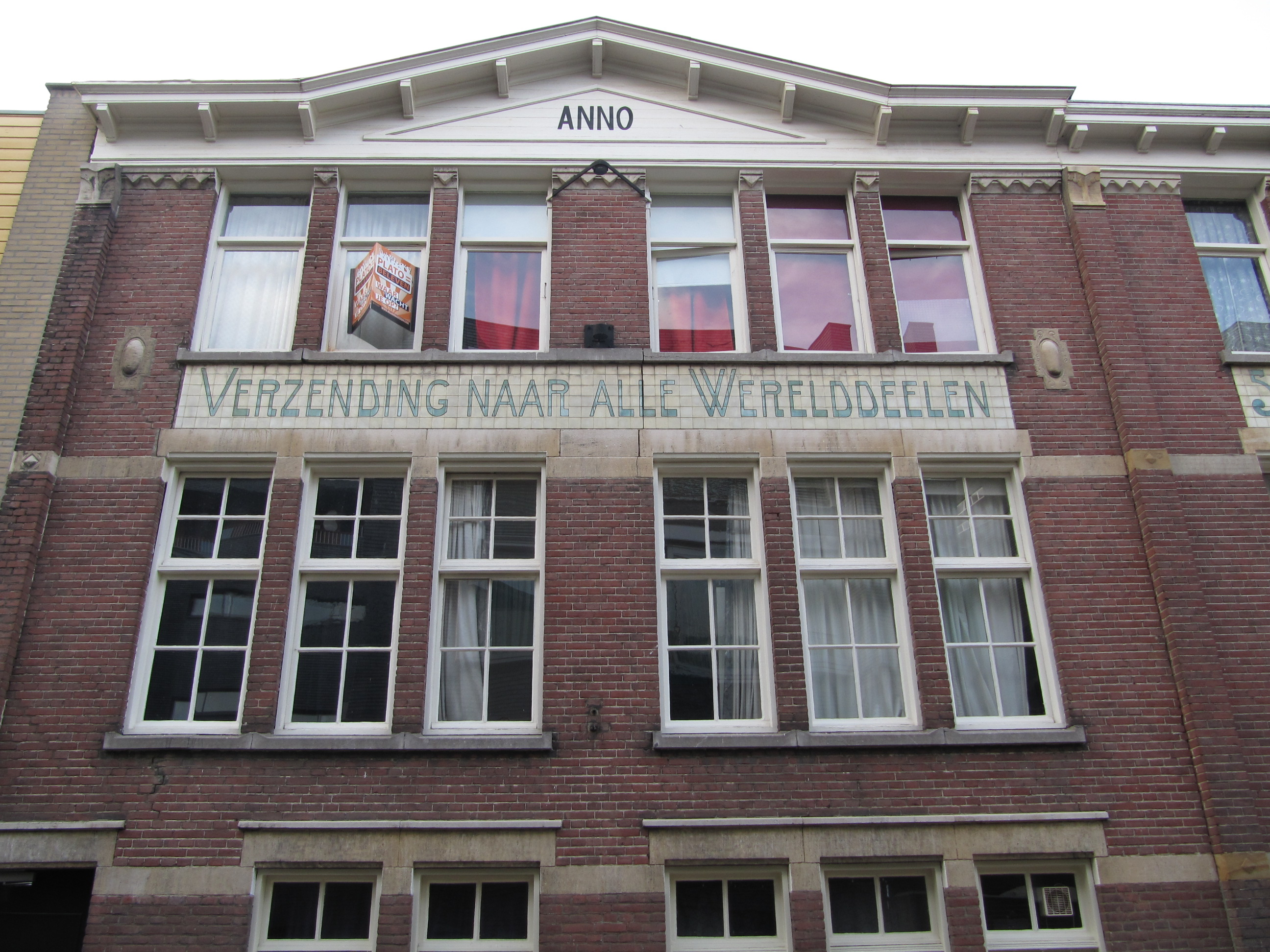
pakhuis annex magazijn en kantoor in Tilburg